# 카를 브루크만
카를 브루크만(독일어: Karl Brugmann, 1849년 3월 16일 ~ 1919년 6월 29일)은 독일의 언어학자이다. 인도유럽어학에 큰 업적을 남겼다.

## 생애
카를 브루크만은 할레 대학교와 라이프치히 대학교에서 공부했다. 비스바덴과 라이프치히에서 김나지움 교사 일을 했고, 1872년부터 1877년까지 라이프치히의 고전문헌학 연구소에서 조수로 일했다. 1877년에는 라이프치히 대학교 강사로 임용되었고 1882년에는 같은 대학의 비교문헌학 교수가 되었다. 1884년에는 프라이부르크 대학교에서 같은 직위를 맡았지만 1887년에 게오르크 쿠르티우스의 후임으로 라이프치히 대학에 돌아왔다. 이후 1919년에 은퇴할 때까지 브루크만은 그곳에서 산스크리트어 및 비교문헌학 교수직을 맡았다.
젊은 시절에 브루크만은 젊은이 문법학파의 일원으로서 음운 변화에는 예외가 없다고 믿었고 엄격한 연구 방법론을 따랐다. 젊은이 문법학파는 음운 규칙의 관찰을 중시했고, 또 언어에서 유추(analogy)가 차지하는 역할을 강조하였다.
쿠르티우스와 함께 《그리스어·라틴어 문법 연구》 지의 편집자로 있으면서 브루크만은 “비음(Nasalis Sonans)”에 관한 논문을 발표했는데 여기에 실린 그의 견해는 매우 급진적인 것이어서 이후에 쿠르티우스는 그에 반대했다. 브루크만을 유명하게 만든 저작은 베르톨트 델브뤼크와 공저한 《인도게르만어족 언어의 비교 문법 개요》(독일어: Grundriß der vergleichenden Grammatik der indogermanischen Sprachen)이다. 총 다섯 권에 달하는 이 책에서 그가 맡은 부분은 음운론, 형태론, 조어법을 다룬 첫 두 권으로, 1886년부터 1893년까지 출판되었다. 브루크만이 쓴 내용이 예정된 분량을 초과했기 때문에 제1권은 다시 두 부분으로 나뉘어 출판되었다. 색인을 별개의 권으로 나누어 출판했기 때문에 브루크만이 맡은 두 권은 실제로는 네 권으로 출판되었다. 베르톨트 델브뤼크가 맡은 나머지 세 권은 인도유럽조어의 통사론에 관한 것으로 지금까지도 이를 뛰어넘는 연구가 없다는 평가를 받는다.
브루크만의 저작이 지닌 중요성을 알아본 세 명의 영국 언어학자들은 《개요》의 독일어판이 출판되는 것과 거의 동시에 영어 번역본을 펴냈다. 영어판의 제목은 “Elements of the Comparative Grammar of the Indo-Germanic Languages”이었고, 제2권을 두 부분으로 나누었기에 색인까지 더해 총 다섯 권이 되었다.
1897년에 브루크만은 《개요》의 확장·개정 작업을 시작했다. 이 개정판의 마지막 권은 1916년에 출판되었다.
브루크만의 업적은 그에 앞서 인도유럽어족의 비교 문법을 연구한 아우구스트 슐라이허의 업적에 발을 딛고 있었고, 이는 다시 선구자 프란츠 보프의 업적에 기초해 있었다. 브루크만은 자손 언어들을 연구하여 인도유럽어학을 혁신한 당대의 학자들과도 가까이 지냈는데, 고대 이란어군을 연구한 크리스티안 바르톨로마에, 아르메니아어를 연구한 하인리히 휩슈만, 고대 아일랜드어를 연구한 루돌프 투르나이젠 등이 그들이다.
1902년부터 1904년까지 브루크만은 《개요》의 요약·수정본을 펴냈다. 이는 지금도 유용한 참고 문헌으로 여겨지지만 원본만큼 풍부한 자료를 담고 있지는 않다. 이 요약본은 프랑스어로도 번역되었다.
브루크만은 작센 왕국에서 기사 작위를 받았고 1896년에는 프린스턴 대학교의 기념식에 초청되어 명예 법학박사 학위를 받았다.

## 참고 문헌
- Sommer, Ferdinand (1955). "Brugman(n), Karl." In: Historische Kommission der Bayrischen Akademie der Wissenschaften (Hrsg.). Neue Deutsche Biographie 2: Behaim - Bürkel. Berlin: Duncker & Humblot. 1955. S. 667.
- Streitberg, Wilhelm: Karl Brugmann. In: Indogermanisches Jahrbuch. VII. Band, Jahrgang 1919, Berlin/Leipzig 1921, S. 143-152 (mit Schriftenverzeichnis).
- Wiese, Harald: Eine Zeitreise zu den Ursprüngen unserer Sprache. Wie die Indogermanistik unsere Wörter erklärt, Logos Verlag Berlin, 2007.